# Cap del Bosquet de Lluçà
El Cap del Bosquet de Lluçà és una muntanya de 1.492 metres que es troba al municipi de les Valls de Valira, a la comarca de l'Alt Urgell.